# Jason Robert Brown
Jason Robert Brown (Ossining, 20 giugno 1970) è un compositore e paroliere statunitense.

## Biografia
Jason Robert Brown è noto soprattutto come compositore di musical andati in scena a Broadway e a Londra. Debutta nel 1995 con la rivista Songs from a New Word, andata in scena per circa un mese nell'Off Broadway.
Nel 1998 ottiene il primo successo con il musical Parade sul caso di antisemitismo che portò al linciaggio di Leo Frank nel 1915 a Mariett: pur essendo rimasto in scena per solo 85 repliche, il musical vince il Tony Award alla migliore colonna sonora originale. Nel 2002 il suo secondo musical, The Last Five Years, debutta nell'Off Broadway e vince il Drama Desk Award per la miglior colonna sonora originale e per i migliori versi. Il musical racconta la storia (fortemente autobiografica) di un matrimonio fallito e Theresa O'Neill, la prima moglie di Brown, ha minacciato di fare causa qualora alcuni punti della storia non fossero stati modificati.
Nel 2003 collabora con dei musicisti country per comporre la colonna sonora di un adattamento musicale di Un uomo da marciapiede; il musical va in scena a Broadway e riceve una candidatura al Tony Award alla migliore colonna sonora originale, senza vincerlo.
Nel 2008 il suo nuovo musical 13 debutta a Broadway con Ariana Grande e Graham Phillips: lo show rimane in scena per oltre 100 repliche e viene nominato al Drama Desk ai migliori versi.
Nel 2014 compone un musical tratto dal film I ponti di Madison County di Clint Eastwood, che va in scena 137 volte a Broadway dal 17 gennaio al 18 maggio 2014; il ruolo di Meryl Streep è stato interpretato da Kelli O'Hara, quello di Eastwood da Steven Pasquale. The Bridges of Madison County ha portato a Brown altri due Tony Award, per la miglior colonna sonora e per i migliori versi.
Tra il 2015 e il 2024 ha portato al debutto i musical Honeymoon in Vegas (Broadway, 2015), Mr. Saturday Night (Broadway, 2022), The Connector (Off-Broadway, 2024) e Midnight in the Garden of Good and Evil (Chicago, 2024).